# Poecilotheria metallica
Poecilotheria metallica Pocock, 1899 è un ragno arboricolo della famiglia Theraphosidae, endemico dell'India.

## Descrizione
Il colore di P. metallica è normalmente blu metallico, più raramente grigio.
Le dimensioni di questa tarantola sono di circa 5–6 cm.

## Biologia
È una tarantola arboricola che vive nei buchi della corteccia degli alberi, dove crea la sua tana tessendo tela. Le sue prede naturali sono insetti volanti come falene o farfalle ma mangia anche altri insetti come grilli, blatte.

## Veleno
Finora non è mai stato registrato il decesso di un essere umano a causa del suo morso. Nonostante ciò, il veleno di P. metallica è considerato clinicamente significativo. Esso può causare dolore intenso nella zona del morso, aumento della frequenza cardiaca, sudorazione, mal di testa, tremori, crampi, gonfiore. Questi sintomi possono perdurare anche per un’intera settimana e, in casi estremi, è possibile ancora avvertirli mesi dopo. La stragrande maggioranza degli attacchi all’uomo consiste in "morsi secchi": in questo caso, la vittima non subisce inoculazione di veleno, essendo esso una risorsa che l’artropode preferisce conservare per le vittime di cui dovrà poi cibarsi. Gli effetti meccanici del morso non sono comunque da trascurare, poiché le zanne di un adulto possono raggiungere quasi i 2 cm di lunghezza. P. metallica ha la tendenza a scattare improvvisamente e difendersi quando viene messa alle strette.

## Distribuzione e habitat
L'areale di questa tarantola è poco vasto. Vive nell'India centromeridionale, vicino alla città di Gooty, in un'area inferiore a 100 km².

## Allevamento
P. metallica è una specie molto apprezzata in cattività per via dei suoi colori vivaci.